# George Jeffreys

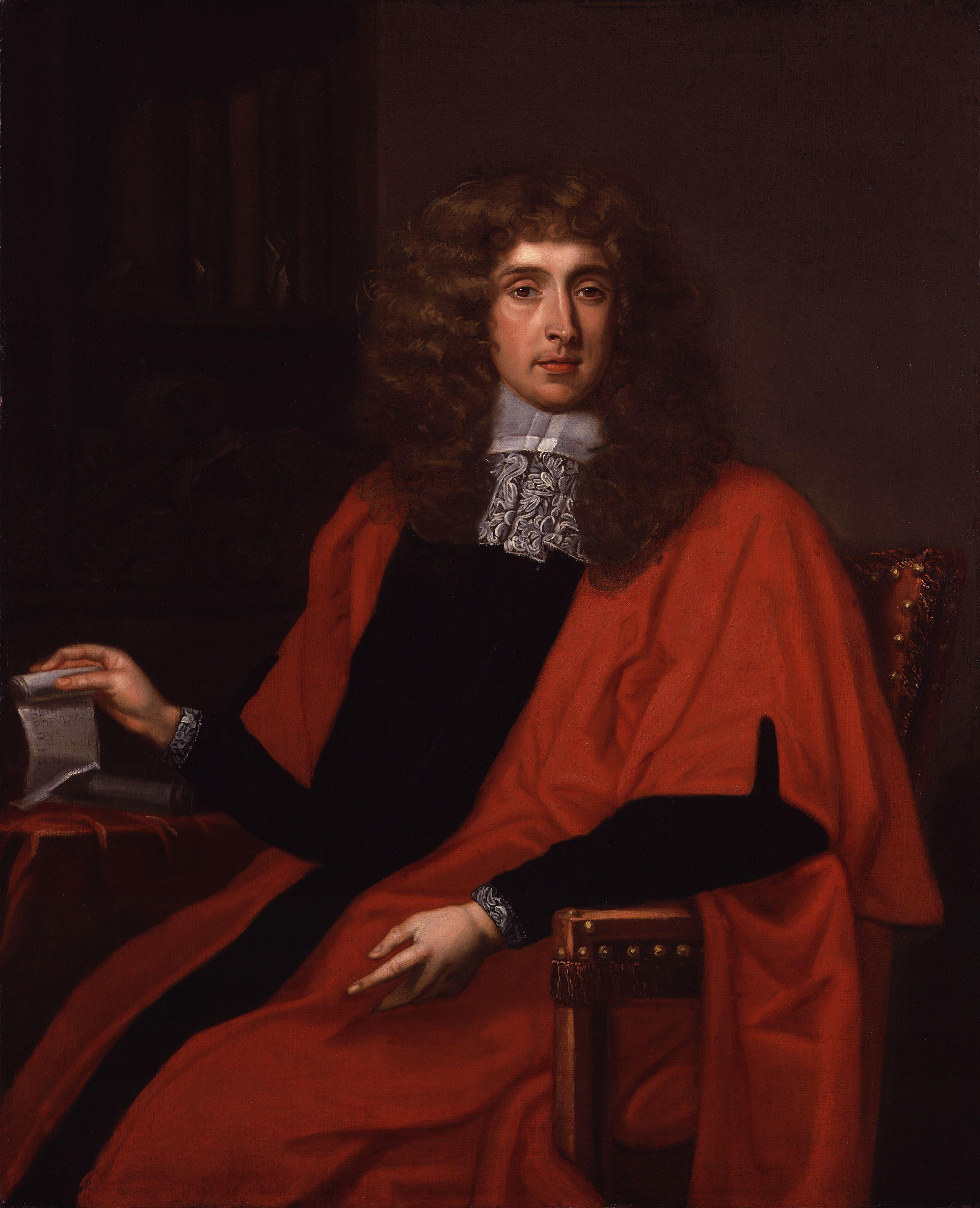
Il giudice Jeffreys.

George Jeffreys (15 maggio 1645 – 18 aprile 1689) è stato un magistrato inglese.

## Biografia
Laureato al Trinity College di Cambridge, fu fido collaboratore di Giacomo II d'Inghilterra, che lo nominò Lord Cancelliere (in alcune occasioni Jeffreys assunse anche il ruolo di Lord grande intendente). Dopo la ribellione di Monmouth fu celebre per la sua crudeltà: condannò a morte trecento sostenitori del duca di Monmouth e ne inviò cento nei Caraibi.
Fu il primo barone Jeffreys di Wem. La sua fama è piuttosto controversa: sebbene avesse un'ampia conoscenza del diritto e fosse molto abile nei processi giudiziari, non era molto "leale", anzi cercava di rovinare i suoi personali avversari, come Sir William Williams, che aveva pubblicato un libello su di lui. Il suo Animus nocendi era piuttosto ambiguo: sembra che soffrisse di una dolorosa malattia al rene che avrebbe influito sulla sua personalità e capacità di giudizio, rendendo il suo temperamento molto severo e difficilmente contenibile.
Varie leggende ed opinioni, alcune piuttosto discordanti, si aggirano intorno alla sua reputazione: Lo storico J. R. Jones lo definiva "un alcolista"; Antonin Scalia, giudice della Corte Suprema degli Stati Uniti d'America, affermò che "(i formulatori della Costituzione) conoscevano quel giudice (cioè Jeffreys), del quale, come altri governanti ufficiali, non ci si poteva sempre fidare riguardo alla salvaguardia dei diritti del popolo"; G. W. Keeton invece affermò che il Jeffreys storico "era una persona diversa dal Jeffreys della leggenda".